# Varese (provins)
Provinsen Varese (it. Provincia di Varese) er en provins i regionen Lombardiet i det nordlige Italien. Varese er provinsens hovedby.
Der var 812.477 indbyggere ved folketællingen i 2001. 

## Geografi
Provinsen Varese grænser til:
- i nord og øst mod Schweiz (kantonen Ticino),
- i øst også mod provinsen Como,
- i syd mod provinsen Milano og
- i vest mod Piemonte (provinserne Novara og Verbano Cusio Ossola).

Varese ligger ved to store indsøer Lago Maggiore og Luganosøen.

## Transport
Lufthavnen Milano Malpensa Airport ligger i provinsen. Den har internationale forbindelser. 

## Kommuner
- Agra
- Albizzate
- Angera
- Arcisate
- Arsago Seprio
- Azzate
- Azzio
- Barasso
- Bardello
- Bedero Valcuvia
- Besano
- Besnate
- Besozzo
- Biandronno
- Bisuschio
- Bodio Lomnago
- Brebbia
- Bregano
- Brenta
- Brezzo di Bedero
- Brinzio
- Brissago-Valtravaglia
- Brunello
- Brusimpiano
- Buguggiate
- Busto Arsizio
- Cadegliano-Viconago
- Cadrezzate con Osmate
- Cairate
- Cantello
- Caravate
- Cardano al Campo
- Carnago
- Caronno Pertusella
- Caronno Varesino
- Casale Litta
- Casalzuigno
- Casciago
- Casorate Sempione
- Cassano Magnago
- Cassano Valcuvia
- Castellanza
- Castello Cabiaglio
- Castelseprio
- Castelveccana
- Castiglione Olona
- Castronno
- Cavaria con Premezzo
- Cazzago Brabbia
- Cislago
- Cittiglio
- Clivio
- Cocquio-Trevisago
- Comabbio
- Comerio
- Cremenaga
- Crosio della Valle
- Cuasso al Monte
- Cugliate-Fabiasco
- Cunardo
- Curiglia con Monteviasco
- Cuveglio
- Cuvio
- Daverio
- Dumenza
- Duno
- Fagnano Olona
- Ferno
- Ferrera di Varese
- Gallarate
- Galliate Lombardo
- Gavirate
- Gazzada Schianno
- Gemonio
- Gerenzano
- Germignaga
- Golasecca
- Gorla Maggiore
- Gorla Minore
- Gornate-Olona
- Grantola
- Inarzo
- Induno Olona
- Ispra
- Jerago con Orago
- Lavena Ponte Tresa
- Laveno-Mombello
- Leggiuno
- Lonate Ceppino
- Lonate Pozzolo
- Lozza
- Luino
- Luvinate
- Maccagno con Pino e Veddasca
- Malgesso
- Malnate
- Marchirolo
- Marnate
- Marzio
- Masciago Primo
- Mercallo
- Mesenzana
- Montegrino Valtravaglia
- Monvalle
- Morazzone
- Mornago
- Oggiona con Santo Stefano
- Olgiate Olona
- Origgio
- Orino
- Porto Ceresio
- Porto Valtravaglia
- Rancio Valcuvia
- Ranco
- Saltrio
- Samarate
- Sangiano
- Saronno
- Sesto Calende
- Solbiate Arno
- Solbiate Olona
- Somma Lombardo
- Sumirago
- Taino
- Ternate
- Tradate
- Travedona-Monate
- Tronzano Lago Maggiore
- Uboldo
- Valganna
- Varano Borghi
- Varese
- Vedano Olona
- Venegono Inferiore
- Venegono Superiore
- Vergiate
- Viggiù
- Vizzola Ticino

45°49′N 8°50′Ø / 45.82°N 8.83°Ø